# Digenis Morphou
Maillots
Le Athlitikós Sýllogos Digenis Akritas Morphou (en grec moderne : Αθλητικός Σύλλογος Διγενής Ακρίτας Μόρφου), plus couramment abrégé en Digenis Morphou, est un club chypriote de football fondé en 1931 et basé dans la ville de Morphou.
Il joue aujourd'hui en exil à Nicosie-sud (dans la partie contrôlée par la république de Chypre), depuis l'invasion turque de juillet 1974.
Le club évolue pour la saison 2018-2019 en deuxième division chypriote.

## Historique
- 1931 : fondation du club
- 1971 : 1re participation à une coupe d'Europe (C3, saison 1971/72)

## Bilan sportif

### Palmarès
| \| - Championnat de Chypre : - Vice-champion : 1970-1971. - Championnat de Chypre de deuxième division (2) : - Champion : 1969-1970 et 1999-2000. - Vice-champion : 1968-1969 et 2001-2002. \| \| - Coupe de Chypre : - Finaliste : 2004-2005. \| |  |                                              |
| - Championnat de Chypre : - Vice-champion : 1970-1971. - Championnat de Chypre de deuxième division (2) : - Champion : 1969-1970 et 1999-2000. - Vice-champion : 1968-1969 et 2001-2002.                                                          |  | - Coupe de Chypre : - Finaliste : 2004-2005. |

### Bilan européen
Note : dans les résultats ci-dessous, le score du club est toujours donné en premier.
| Saison    | Compétition | Tour         | Club     | Domicile | Extérieur | Total |
| --------- | ----------- | ------------ | -------- | -------- | --------- | ----- |
| 1971-1972 | Coupe UEFA  | Premier tour | AC Milan | 0 - 3    | 0 - 4     | 0 - 7 |

Légende
- Victoire ou qualification pour le tour suivant
- Match nul
- Défaite ou élimination de la compétition

## Personnalités du club

### Présidents
- Charilaos Velaris
- Christos Sophroniou

### Entraîneurs
| - Giorgos Savvidis (1999 - 2001) - Marios Constantinou (2001 - 2005) - Savvas Constantinou (2005 - 2007) - Apostolos Makrides (2009 - 2010) | - Nedim Tutić (2010 - 2011) - Stelios Stylianou (2011 - 2012) - Arsen Mihajlović (2012 - 2013) - Karapanos Nikos (2013 - 2014) | - Akis Apostolou (2013) - Kostas Loizou (2013 - 2015) - Stefanos Voskaridis (2015 - 2017) - Kostas Loizou (2017 - ) |